# Happy Wheels
Happy Wheels je plošinovka pro webový prohlížeč vytvořená a publikovaná americkým studiem Fancy Force v roce 2010. Hru vytvořil designér videoher Jim Bonacci. Hráč si může vybrat z 11 hratelných postav, z nichž každá může používat různá vozidla. Hra je především známá pro své násilí a množství úrovní vytvářených uživateli.

## Hratelnost
Slogan Happy Wheels zní: „Vyberte si nedostatečně připraveného závodníka a ignorujte vážné důsledky svého zoufalého hledání vítězství!“
Cíl hry se liší v závislosti na úrovni. Ve většině úrovní je cílem dosáhnout cílové čáry, nebo sbírat žetony. Mnoho úrovní obsahuje pro hráče alternativní nebo neexistující cíle.
Happy Wheels obsahuje velké množství grafického násilí. Postavy mohou například být sťaty, zastřeleny nebo rozdrceny různými překážkami. Grafickými prvky jsou také krvácení a ztráta končetin.
Hráči mají také možnost nahrát záznamy ze svých pokusů, které lze poté přehrát.
Happy Wheels obsahuje editor úrovní, který hráčům umožňuje vytvářet vlastní úrovně. Obsahuje množství nástrojů a předmětů pro vytváření úrovní, které mohou následně tvůrci mohou nahrát na veřejný server, kde jsou připraveny k hraní ostatními hráči.

## Vývoj
Tvůrce nezávislých videoher Jim Bonacci, programátor a grafik, začal na hře pracovat v roce 2006. Bonacci uvedl, že jeho inspirace pro vytvoření hry pochází z jiných webových her využívajících fyziku ragdoll. Přítel Jima Bonacciho, Alec Cove, vytvořil pro tuto hru speciální engine. Bonacci prohlásil, že si s enginem hrál, až se mu povedlo vytvořit chlapíka na invalidním vozíku, který donekonečna padal z kopce. Tuto myšlenku považoval za vtipnou a hloupou, a tak začal tuto myšlenku rozvíjet. Původním záměrem byla malá hra, postupně se ale stala jeho hlavní náplní práce.
Bonacci si také všiml, že hráči během hry opakovaně umírají, a tak se rozhodl tuto část hry učinit více zábavnou.
Plná verze hry Happy Wheels je k dispozici pouze na webových stránkách tvůrce Jima Bonacciho a demo verzi si mohou hráči vyzkoušet na jiných webech s videohrami. Demo verze obsahuje pouze vybrané úrovně vývojářem a několik postav a neobsahuje také editor úrovní.
Ve hře se v současné době nachází přibližně 5 milionů úrovní vytvořených komunitou. Celkový počet spuštění všech úrovní je 13 miliard.
V současné době Jason Schymick pomáhá Bonaccimu pracovat na programování hry, ačkoli k tomu přispěli i další lidé. „Ostatní, kteří pomohli, jsou úžasní,“ říká Bonacci. Alec Cove se připojil k Fancy Force v roce 2013; zabývá se vývojem všech serverů.
30. září 2014 Jason Schymick oznámil vydání populárního titulu pro mobilní platformy, platformy Android a iOS. Od 25. ledna 2020 lze hru nalézt na Google Play a je k dispozici pro Android. 19. srpna 2015 hra vyšla pro iOS jako bezplatná hra v App Store.
9. ledna 2020 zveřejnil Bonacci na svém webu, že je ve vývoji verze JavaScriptu, a hra bude fungovat i po skončení Adobe Flash na konci roku 2020. Tato verze vyšla 28. prosince 2020.

## Kritika
| Agregátor  | Skóre       |
| ---------- | ----------- |
| Metacritic | iOS: 73/100 |

| Udělil   | Skóre  |
| -------- | ------ |
| Gamezebo | [ 14 ] |

Happy Wheels obdržela obecně pozitivní recenze. Hru doporučil blog GameSetWatch a podle IGN jde o jednu z „nejlepších her zdarma“. Značné chvály od recenzentů se dočkaly zejména editor úrovní a množství. Nadmíra násilí, která je hlavním tématem hry,  je částí recenzentů považována za vtipnou.